# Falconina iza
Espèce
Falconina iza est une espèce d'araignées aranéomorphes de la famille des Corinnidae.

## Distribution
Cette espèce est endémique du Rio Grande do Sul au Brésil,. Elle se rencontre dans le sur à vers Santa Maria do Herval. 

## Description
Le mâle holotype mesure 6,075 mm.

## Systématique et taxinomie
Cette espèce a été décrite par García et Bonaldo en 2023.

## Étymologie
Cette espèce est nommée en l'honneur d'Izaura da Conceição Magalhães Muniz Maschio. 

## Publication originale
- García & Bonaldo, 2023 : « Taxonomic revision of the soldier spider genus Falconina Brignoli, 1985 (Araneae: Corinnidae: Corinninae). » Zootaxa, no 5343(3), p. 201-242.